# Tandridge District
Tandridge District är ett distrikt (motsvarande kommun) i grevskapet Surrey i England, Storbritannien. Distriktet har 88 707 invånare (2022). Större orter är Caterham och Oxted. Distriktet är indelat i 22 civil parishes. 